# خانه اربابی
خانه اربابی مربوط به دوره قاجار است و در شهرستان یزد، کوه گازرگاه، ۱۰۰ متری خیابان سلمان فارسی واقع شده و این اثر در تاریخ ۴ مرداد ۱۳۷۸ با شمارهٔ ثبت ۲۴۰۷ به‌عنوان یکی از آثار ملی ایران به ثبت رسیده است.